# Hymenostylium rigescens
Hymenostylium rigescens är en bladmossart som beskrevs av Brotherus 1902. Hymenostylium rigescens ingår i släktet Hymenostylium och familjen Pottiaceae. Inga underarter finns listade i Catalogue of Life.